# Zaraza
Zaraza ili infekcija (iz latinskog infectio) pojam je koji označava aktivni ili pasivni upad patogenih mikroorganizama u tijelo makro-organizma. Simptomi povezani sa zarazom nazivaju se zarazne bolesti. Kada zaraza ne uzrokuje simptome, naziva se asimptomatska zaraza.